# Schweizer Schokolade

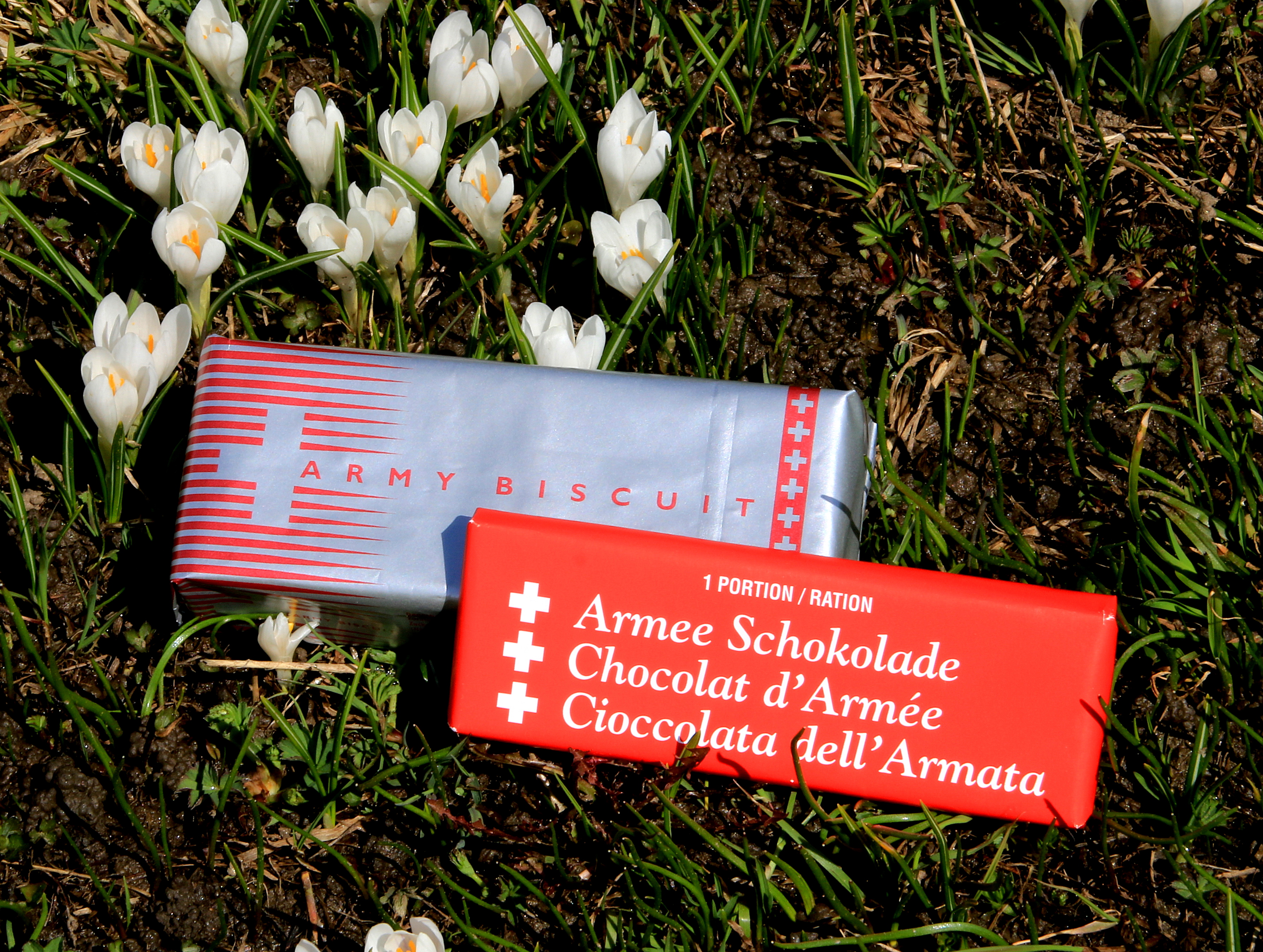
Schweizer Armee-Schokolade, hergestellt in Giubiasco nach Originalrezeptur

Schweizer Schokolade ist ein geschützter Herkunftsbegriff für Schokolade, die in der Schweiz hergestellt wird. Als wichtigste Produktkategorien können einerseits Frischschokolade von Confiserien und andererseits industriell produzierte und damit besser haltbare, meist tafelförmige Schokolade, sowie Pralinen, Osterhasen, Schoggistängeli (Branches) und Kirschstängeli, unterschieden werden. Letztere werden wegen ihrer besseren Eignung für den Export im Allgemeinen als Schweizer Schokolade bezeichnet und teilweise auch im Ausland hergestellt. Der schweizerdeutsche Ausdruck für Schokolade ist Schoggi, der sich auch im Namen der traditionellen Schoggitaler findet. Schokolade gehört zu den weltweit besonders häufig mit der Schweiz assoziierten Produkten.

## Geschichte
Die Schokolade kam im Laufe des 16. Jahrhunderts aus Amerika nach Europa. Spätestens im 17. Jahrhundert wurde sie auch in der Schweiz bekannt und produziert. Für das 18. Jahrhundert sind nur wenige schokoladeproduzierende Betriebe bekannt, insbesondere im Tessin und in der Genferseeregion. Auslandschweizer sicherten der heimischen Industrie den Zugang zum Rohstoff Kakao, so beispielsweise Hugo Kaufmann im brasilianischen Illhéus. Mitte der 19. Jahrhunderts war Schokolade ein Luxusgut der Oberschicht. Ab der zweiten Hälfte des 19. Jahrhunderts fing der Ruf der Schweizer Schokolade an, sich im Ausland zu verbreiten. In engem Zusammenhang damit steht die Erfindung des Conchierens (Fondantschokolade) durch Rodolphe Lindt und die Weiterentwicklung der Milchschokolade durch Daniel Peter, die eine industrielle Fertigung ermöglichte. In den ersten Jahren gab es keinen Patentschutz, so dass sich Lindts und Peters Erfindung rasch verbreitete.

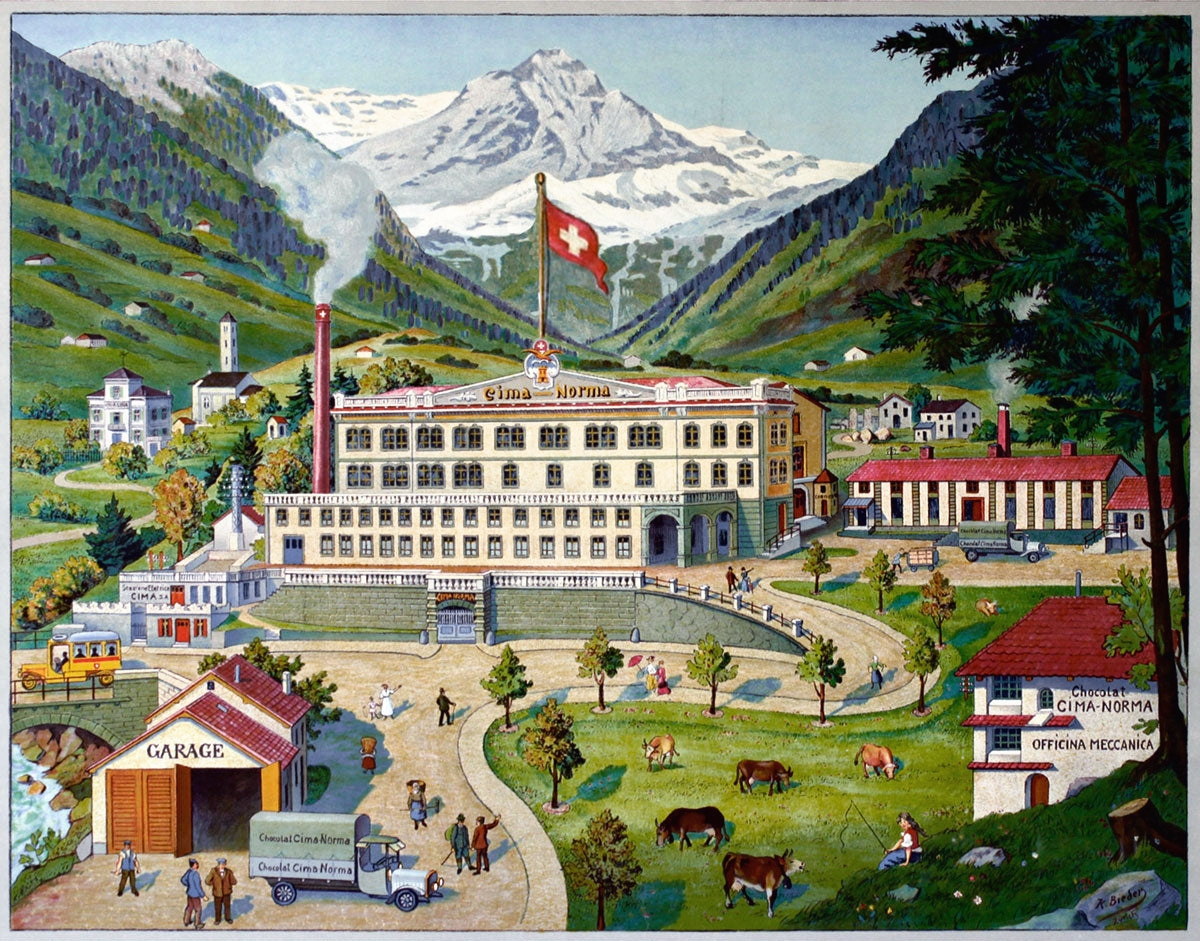
Idyllische Darstellung des industriellen Fortschritts für Werbezwecke. Hier die Fabbrica di Cioccolato Cima Norma in Dangio

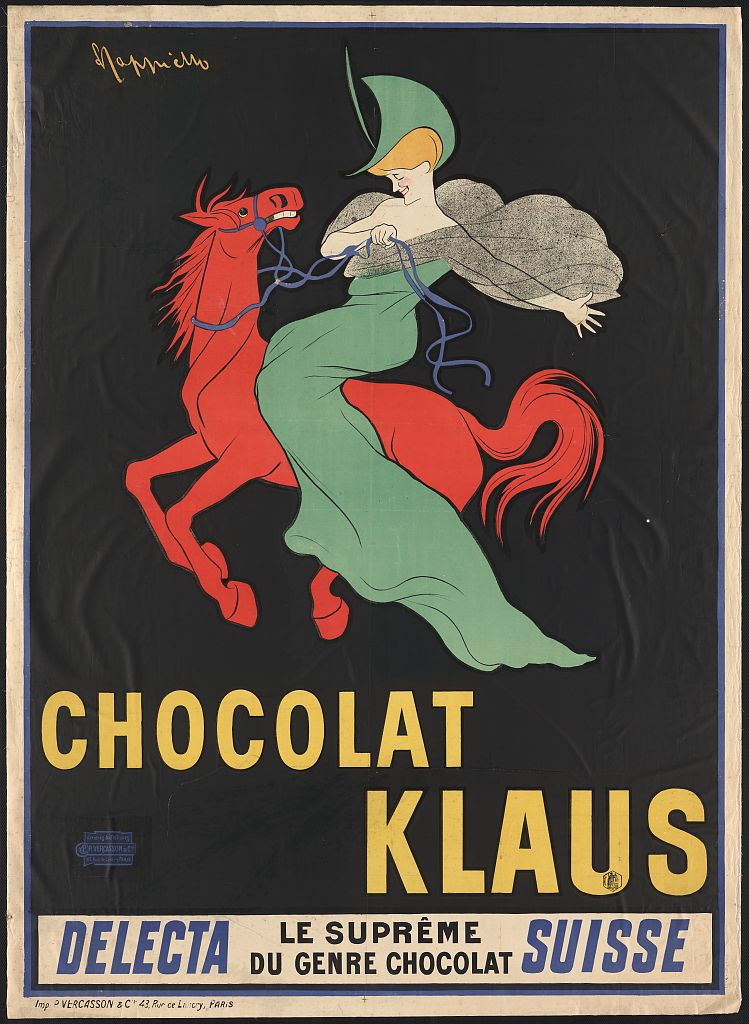
Werbung von Chocolat Klaus in Le Locle-Morteau des italienischen Künstlers Leonetto Cappiello, 1903

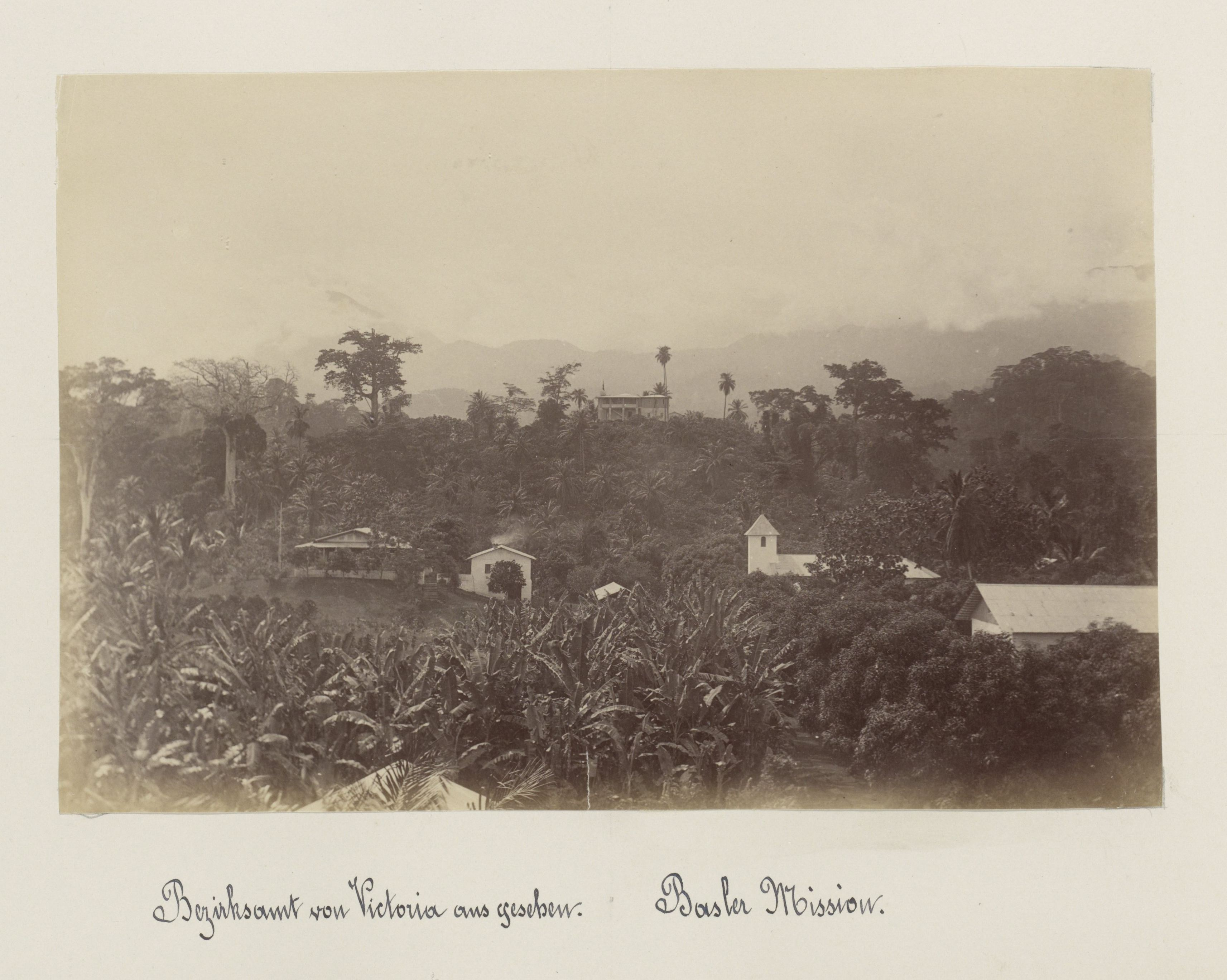
Siedlung der Basler Mission in Kamerun: Mission und Export von Kakao gingen Hand in Hand.

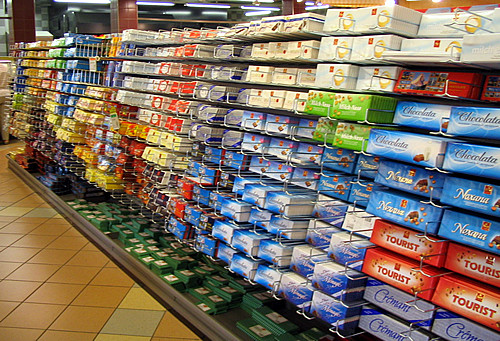
Schweizer Schokolade bei Migros

## Hersteller
Im Laufe des 19. Jahrhunderts und bis ins 21. Jahrhundert wurden zahlreiche Schokoladenfabriken für haltbare Tafelschokolade gegründet:
- 1819: Cailler in Vevey (1911 Fusion mit Peter und Kohler; ab 1929 zu Nestlé)[4]
- 1826: Suchard im Ortsteil Serrières in Neuchâtel (heute Mondelēz International), mit der Marke Milka
- 1826: Chocolats et Cacaos Favarger in Genf (heute in Versoix)
- 1830: Chocolat Amédée Kohler in Lausanne[4]
- 1845: Sprüngli in Zürich (heute in Kilchberg als Lindt & Sprüngli)[4]
- 1852: Maestrani in St. Gallen (heute in Flawil) mit den Marken Minor und Munz
- 1856: Chocolat J. Klaus in Le Locle und Morteau (heute nur noch in Morteau, Frankreich)[6][7]
- 1867: Peter in Lausanne (1911 Fusion von Peter und Kohler mit Cailler; ab 1929 zu Nestlé[4])
- 1869: Chocolat Jean Tobler in Bern (heute Mondelēz International), u. a. mit der Marke Toblerone[4]
- 1879: Lindt in Bern (heute Lindt & Sprüngli)[4]
- 1887: Frey in Aarau (heute Migros)
- 1901: Chocolat Villars in Villars-sur-Glâne (heute in Fribourg)
- 1903: Cima - Norma in Dangio-Torre (Gemeinde Blenio) im Bleniotal (heute Private Label bei Stella)
- 1908: Felchlin in Ibach
- 1928: Stella in Giubiasco (heute Stella Bernrain)[8]
- 1929: Camille Bloch in Bern (heute in Courtelary) mit der Marke Ragusa
- 1931: Carma in Zürich (heute Barry Callebaut)[9]
- 1932: Bernrain in Kreuzlingen (heute Stella Bernrain)[8]
- 1933: Halba in Wallisellen (heute Coop)
- 1947: Gysi Chocolatier in Bern-Bümpliz (Produktion eingestellt)[10]
- 1957: Alprose in Caslano (heute Barry Callebaut)
- 1962: Läderach in Glarus (heute in Ennenda)
- 1980: Goldkenn in Genf, heute in Le Locle (Firmenübernahme 2010) mit den Marken Swiss Dream und La Semeuse (Kaffee/Schokolade)
- 1996: Barry Callebaut in Zürich
- 2015: Choba Choba in Bern[11][12]
- 2015: Taucherli Schokolade in Zürich (heute in Adliswil)
- 2016: Chocolat Dieter Meier in Zürich, eine Marke des Lebenskünstlers Dieter Meier
- 2016: Garçoa in Zürich
- 2016: Kohler Chocolates in Wädenswil
- 2017: La Flor in Zürich
- 2017: Orfève in Satigny, Genf

Sonstige Schokoladenprodukte-Hersteller mit Einzelhandelsvertrieb:
- 1865: Wander, Schokolade auf Basis von Gersten-Malzextrakt der Marke Ovomaltine
- 1928: Gottlieber Spezialitäten, Hersteller der gefüllten Gottlieber Hüppen (Hippe) in Gottlieben
- 1934: Kägi fret (international: Kägi), eine mit Schokolade überzogene Waffelspezialität aus Lichtensteig im Toggenburg

## Absatzmärkte
Die schweizerische Schokoladenindustrie war im späten 19. Jahrhundert bis hin zum Ersten Weltkrieg sehr exportorientiert. Nach dem Zweiten Weltkrieg fingen die Schokoladenproduzenten aufgrund von Handelsrestriktionen an, für das Ausland bestimmte Schokolade im Ausland zu produzieren. Schokolade zu verschenken war Teil der „Schweizer Spende“, etwa an über 300'000 Kinder in Österreich im Jahr 1946. 
Die Schweiz war im Jahr 2000 mit 54 % der grösste Absatzmarkt für in der Schweiz produzierte Schokolade, wobei die Schweizerinnen und Schweizer pro Kopf etwas weniger Schokolade konsumieren als Deutsche (im Jahr 2015 11,10 kg pro Kopf und Jahr).
Im Jahr 2016 wurden im In- und Ausland laut Chocosuisse 185'639 Tonnen Schweizer Schokolade verkauft, womit ein Branchenumsatz von 1'764 Millionen Schweizer Franken erzielt wurde. Im selben Jahr wurden in der Schweiz pro Kopf 11,0 kg Schokolade konsumiert und 65,7 Prozent der Gesamtproduktion ins Ausland exportiert. Deutschland macht dabei 15 % des Exportumsatzes aus, Grossbritannien 11,7 % und Frankreich 11,4 %.
2020 ging die von der Schweizer Schokoladenindustrie hergestellten Schokolade zu 70 % in den Export. Die Importe nahmen auf 43 % zu. Der Pro-Kopf-Schokoladenkonsum fiel auf 9,9 Kilogramm, so wenig wie zuletzt 1982. Der Branchenumsatz ist um rund 15 % zurückgegangen. 2021 hat der Umsatz dank den stark gestiegenen Exporten (10,8 %) wieder zugelegt. 2022 stieg die Produktion im Vergleich zum Vorjahr um 4,7 % und das sinkende Absatzvolumen im Inland konnte durch die Exporte kompensiert werden.

## Struktur der Schweizer Schokoladenindustrie
Am 1. Juli 1901 traten 16 Schweizer Schokoladenproduzenten der Union libre des fabricants suisses de chocolat bei. Der Vereinszweck stand im Spannungsfeld der Schweiz vor dem Arbeitsfrieden von 1937. So haben Arbeiter der Schokoladenfabriken von Bussigny, Orbe und Vevey im März 1907 einen Streik durchgeführt. Erster Präsident war Carl Russ-Suchard. Der Verein war in Neuenburg domiziliert und zog 1908 nach La Chaux-de-Fonds. 1916 wurde er in die Chambre syndicale des fabricants suisses de chocolat und Convention chocolatière suisse aufgeteilt.
Die ehemalige Chambre syndicale – bis heute Chocosuisse – ist eine Interessenvertretung für schokoladeproduzierende Betriebe. Sie entstand am 2. November 1939 als Kriegswirtschaftliches Syndikat mit Sitz in Bern. Die damals 36 Schokoladenfabrikanten mussten ihr obligatorisch angehören. Die Convention chocolatière bemühte sich um die Qualität der Schweizer Schokolade und um eine einheitliche Preispolitik. Sie wurde 1994 aufgelöst.
Chocosuisse hat die Eidgenössische Volksinitiative «Für verantwortungsvolle Unternehmen – zum Schutz von Mensch und Umwelt» abgelehnt.
Rund ein Drittel des Schweizer Zuckers wird zu Schweizer Schokolade verarbeitet. Damit Schweizer Schokolade, trotz des hohen Anteils an importierten Rohstoffen, auch als solche bezeichnet werden darf, wurde sie vom Swissness-Gesetz ausgenommen.

## Film
- Der bittere Weg zum süßen Erfolg. Über den Aufstieg der Schweizer Schokolade. Dokumentarfilm, Schweiz, 2010, 49 Min., Buch und Regie: Christa Ulli, Moderation: Kathrin Winzenried, Produktion: SRF, 3sat, Reihe: DOK, Erstsendung: 5. Mai 2010, Inhaltsangabe (Memento vom 31. Mai 2013 im Internet Archive) von 3sat.